# La Haye-Malherbe
Pour les articles homonymes, voir Haye et Malherbe.
La Haye-Malherbe est une commune française située dans le département de l'Eure en région Normandie.

## Géographie
Les communes de La Haye-Malherbe, Terres de Bord et Vraiville constituent l'unité urbaine de La Haye-Malherbe.

### Localisation
| Saint-Pierre-lès-Elbeuf (Seine-Maritime) | Martot                 | Terres de Bord (comm. dél. de Tostes)   |
| Saint-Didier-des-Bois                    | La Haye-Malherbe       | Terres de Bord (comm. dél. de Montaure) |
| Vraiville                                | Surtauville, Crasville |                                         |

### Hydrographie
La commune est située dans le bassin Seine-Normandie. Elle est drainée par le Grand Ravin et la Ravine,,.

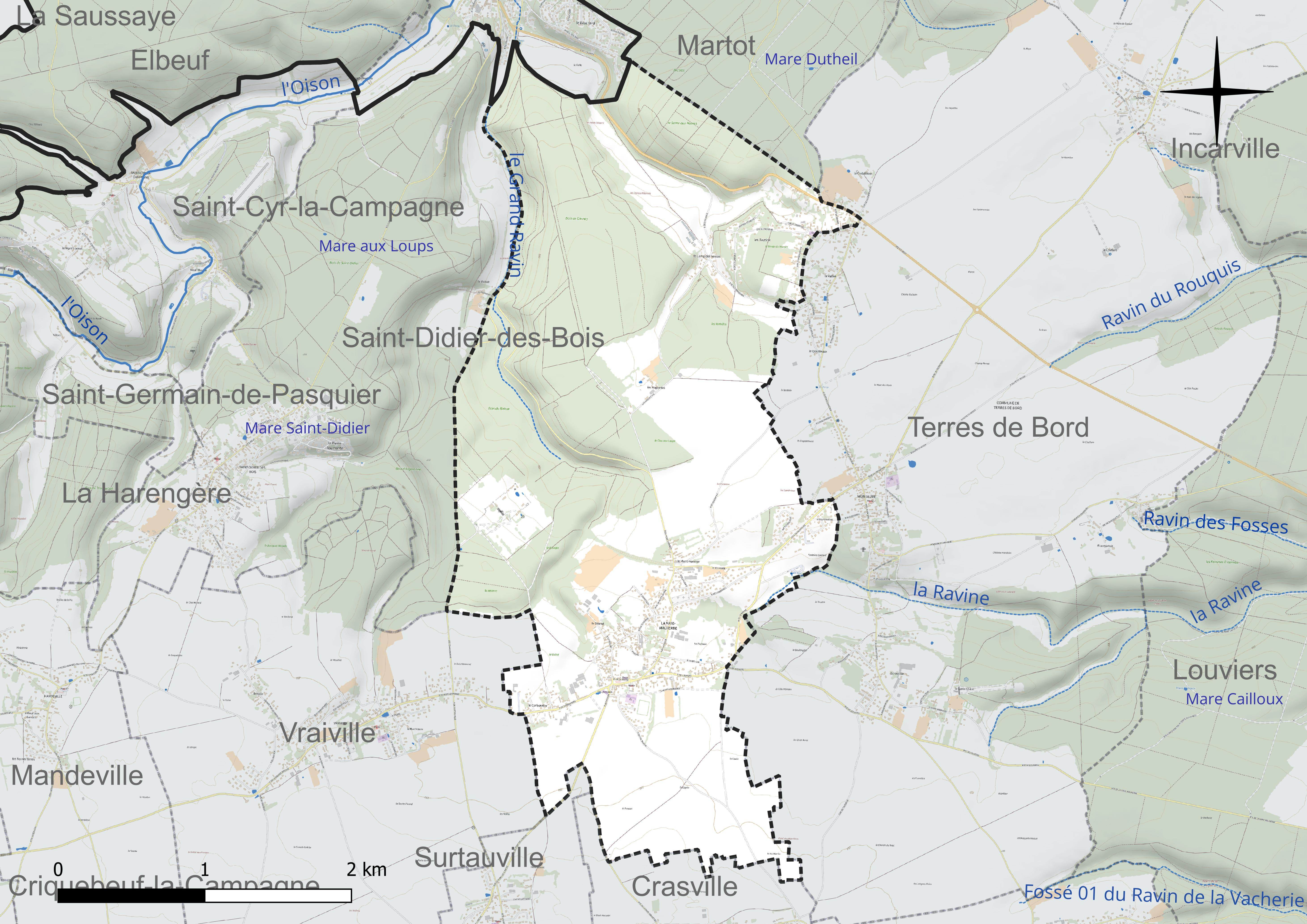
Réseau hydrographique de la Haye-Malherbe.

### Climat
Pour des articles plus généraux, voir Climat de la Normandie et Climat de l'Eure.
En 2010, le climat de la commune est de type climat océanique dégradé des plaines du Centre et du Nord, selon une étude du CNRS s'appuyant sur une série de données couvrant la période 1971-2000. En 2020, Météo-France publie une typologie des climats de la France métropolitaine dans laquelle la commune est exposée à un climat océanique et est dans la région climatique  Côtes de la Manche orientale, caractérisée par un faible ensoleillement (1 550 h/an) ; forte humidité de l’air (plus de 20 h/jour avec humidité relative > 80 % en hiver), vents forts fréquents. Parallèlement le GIEC normand, un groupe régional d’experts sur le climat, différencie quant à lui, dans une étude de 2020, trois grands types de climats pour la région Normandie, nuancés à une échelle plus fine par les facteurs géographiques locaux. La commune est, selon ce zonage, exposée à un « climat des plateaux abrités », correspondant aux plaines agricoles de l’Eure, avec une pluviométrie beaucoup plus faible que dans la plaine de Caen en raison du double effet d’abri provoqué par les collines du Bocage normand et par celles qui s’étendent sur un axe du Pays d'Auge au Perche.
Pour la période 1971-2000, la température annuelle moyenne est de 10,4 °C, avec  une amplitude thermique annuelle de 14 °C. Le cumul annuel moyen de précipitations est de 762 mm, avec 12 jours de précipitations en janvier et 8,2 jours en juillet. Pour la période 1991-2020, la température moyenne annuelle observée sur la station météorologique la plus proche, située sur la commune de Louviers à 7 km à vol d'oiseau, est de 11,8 °C et le cumul annuel moyen de précipitations est de 719,5 mm,. Pour l'avenir, les paramètres climatiques de la commune estimés pour 2050 selon différents scénarios d’émission de gaz à effet de serre sont consultables sur un site dédié publié par Météo-France en novembre 2022.

## Urbanisme

### Typologie
Au 1er janvier 2024, La Haye-Malherbe est catégorisée bourg rural, selon la nouvelle grille communale de densité à 7 niveaux définie par l'Insee en 2022.
Elle appartient à l'unité urbaine de La Haye-Malherbe, une agglomération intra-départementale dont elle est ville-centre,. Par ailleurs la commune fait partie de l'aire d'attraction de Louviers, dont elle est une commune de la couronne,. Cette aire, qui regroupe 44 communes, est catégorisée dans les aires de 50 000 à moins de 200 000 habitants,.

### Occupation des sols
L'occupation des sols de la commune, telle qu'elle ressort de la base de données européenne d’occupation biophysique des sols Corine Land Cover (CLC), est marquée par l'importance des forêts et milieux semi-naturels (45,1 % en 2018), en diminution par rapport à 1990 (48,8 %). La répartition détaillée en 2018 est la suivante : 
forêts (45,1 %), terres arables (34,1 %), zones urbanisées (12,7 %), prairies (3,3 %), espaces verts artificialisés, non agricoles (2,6 %), zones agricoles hétérogènes (2,2 %). L'évolution de l’occupation des sols de la commune et de ses infrastructures peut être observée sur les différentes représentations cartographiques du territoire : la carte de Cassini (XVIIIe siècle), la carte d'état-major (1820-1866) et les cartes ou photos aériennes de l'IGN pour la période actuelle (1950 à aujourd'hui).

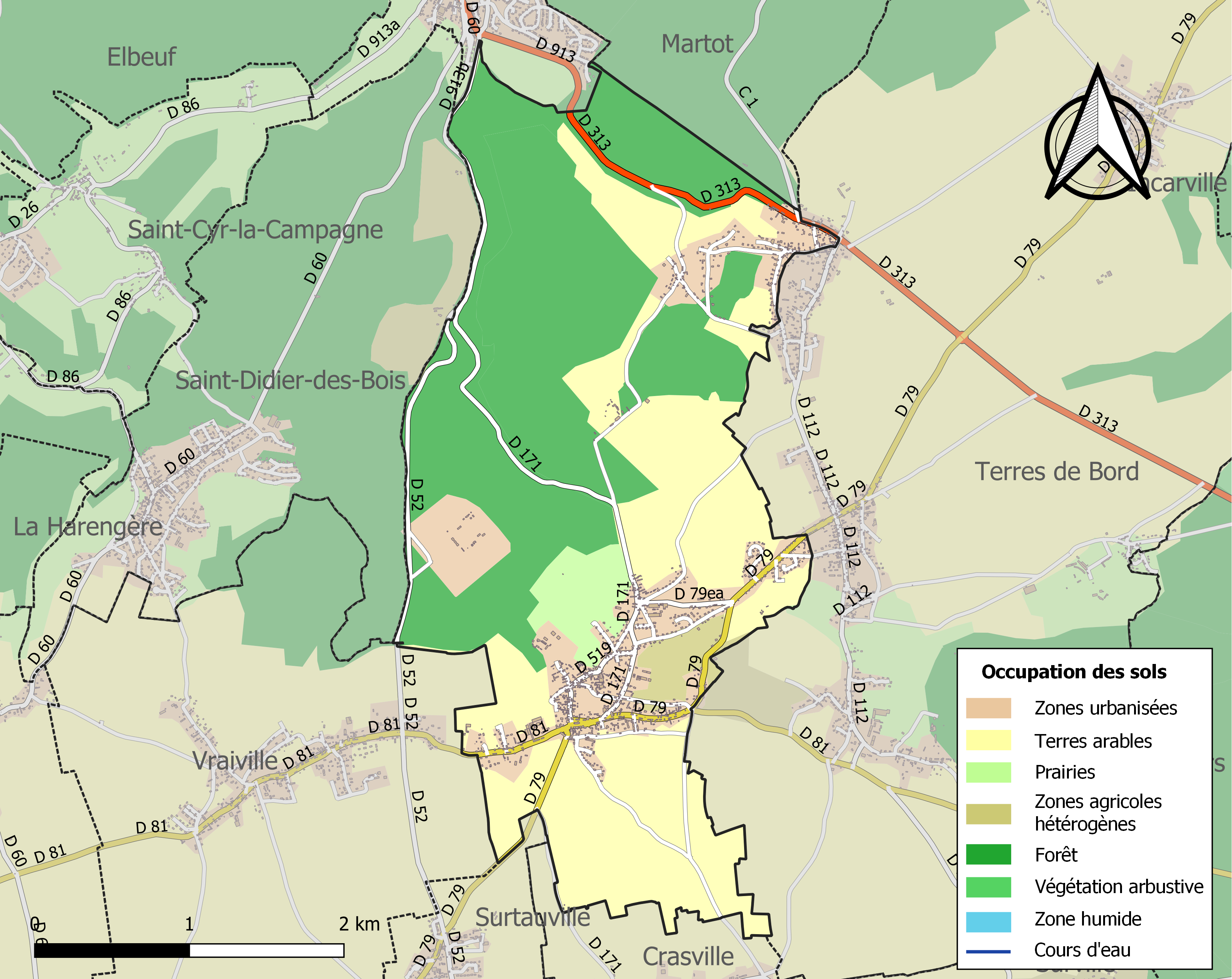
Carte des infrastructures et de l'occupation des sols de la commune en 2018 (CLC).

## Toponymie
Le nom de la localité est attesté sous la forme  Haia Malherbe en 1194 (Roger de Hoveden), Haya Maleherbe en 1196 (Rigord), Villa Malherbe en 1246 (cartulaire de Royaumont), Haya Malherbe en 1261 (cartulaire de Saint-Wandrille).
L'appellatif haye > haie a servi à former nombre de toponymes dans la région à l'époque médiévale. On le retrouve notamment  dans La Haye-de-Calleville.
Le mot haie (jadis haye), d'origine germanique, pouvait prendre le sens de « lisière de forêt » au Moyen Âge.
Sens du toponyme Malherbe: lieu où l'herbe est mauvaise.

## Histoire

### Assassinat d'Enzo
Le 22 juillet 2023, à la suite d’une altercation, un apprenti maçon de 15 ans, Enzo Parissot, est assassiné à coups de couteau dans une rue du village par un adolescent de son âge. Celui-ci est ensuite placé en garde à vue avec un camarade : le premier pour « homicide volontaire », et le second pour « violences en réunion et non assistance à personne en danger ». La victime est autopsiée le 25.
Le 26, une marche blanche est organisée dans son village ; elle réunit plus d'un millier de personnes,. Ses proches manifestent leur incompréhension face au relatif silence médiatique et politique : selon eux, il contraste avec le traitement accordé un mois plus tôt à la mort de Nahel Merzouk. Les obsèques de la victime sont célébrées le 4 août en l'église du village.

## Politique et administration

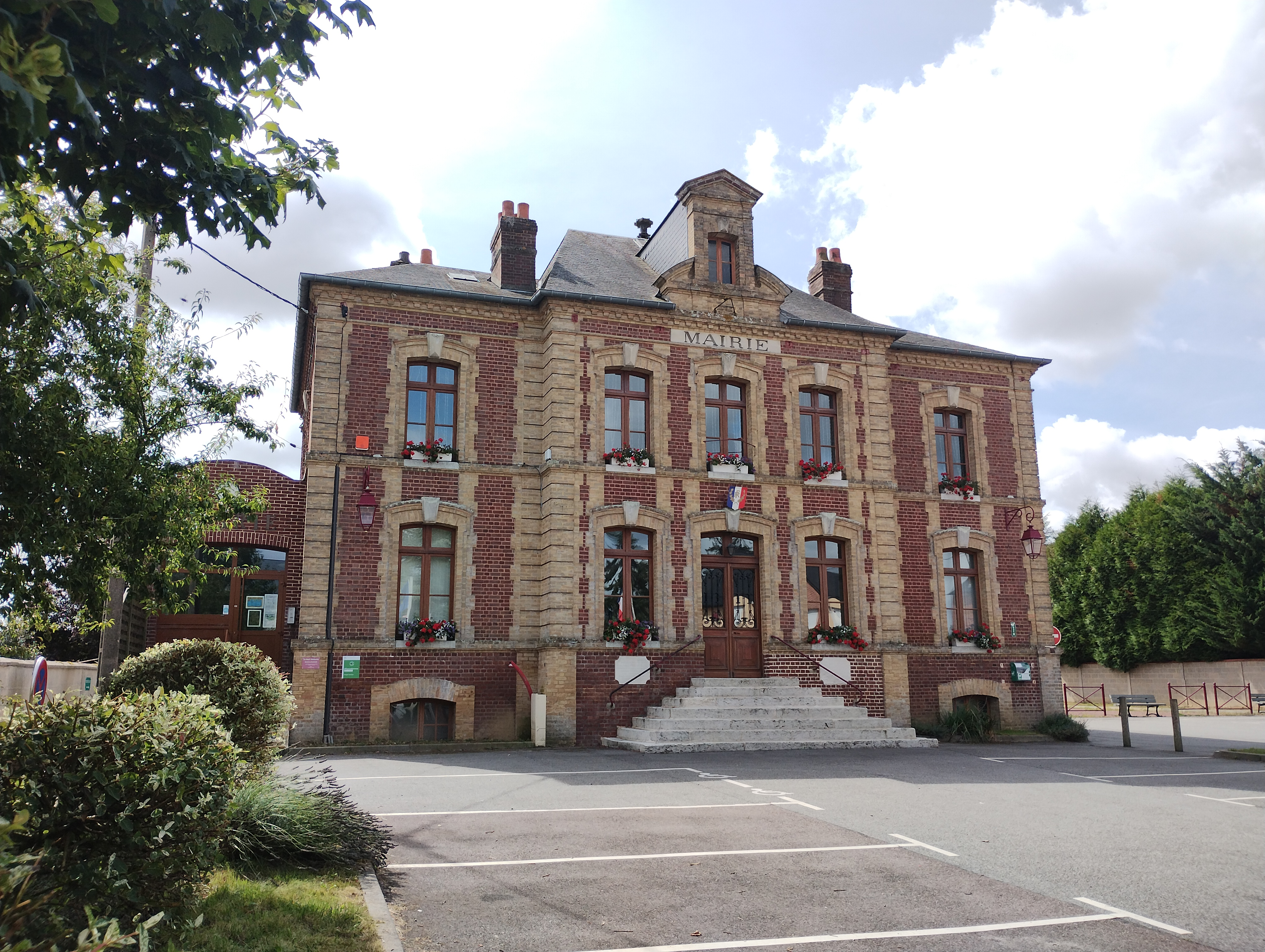
Mairie

| Période                                  | Période  | Identité        | Étiquette | Qualité  |
| ---------------------------------------- | -------- | --------------- | --------- | -------- |
| mars 2001                                | 2008     | Jean-Paul Barbé |           |          |
| 2008                                     | En cours | Hervé Letellier | DVG       | Retraité |
| Les données manquantes sont à compléter. |          |                 |           |          |

## Démographie

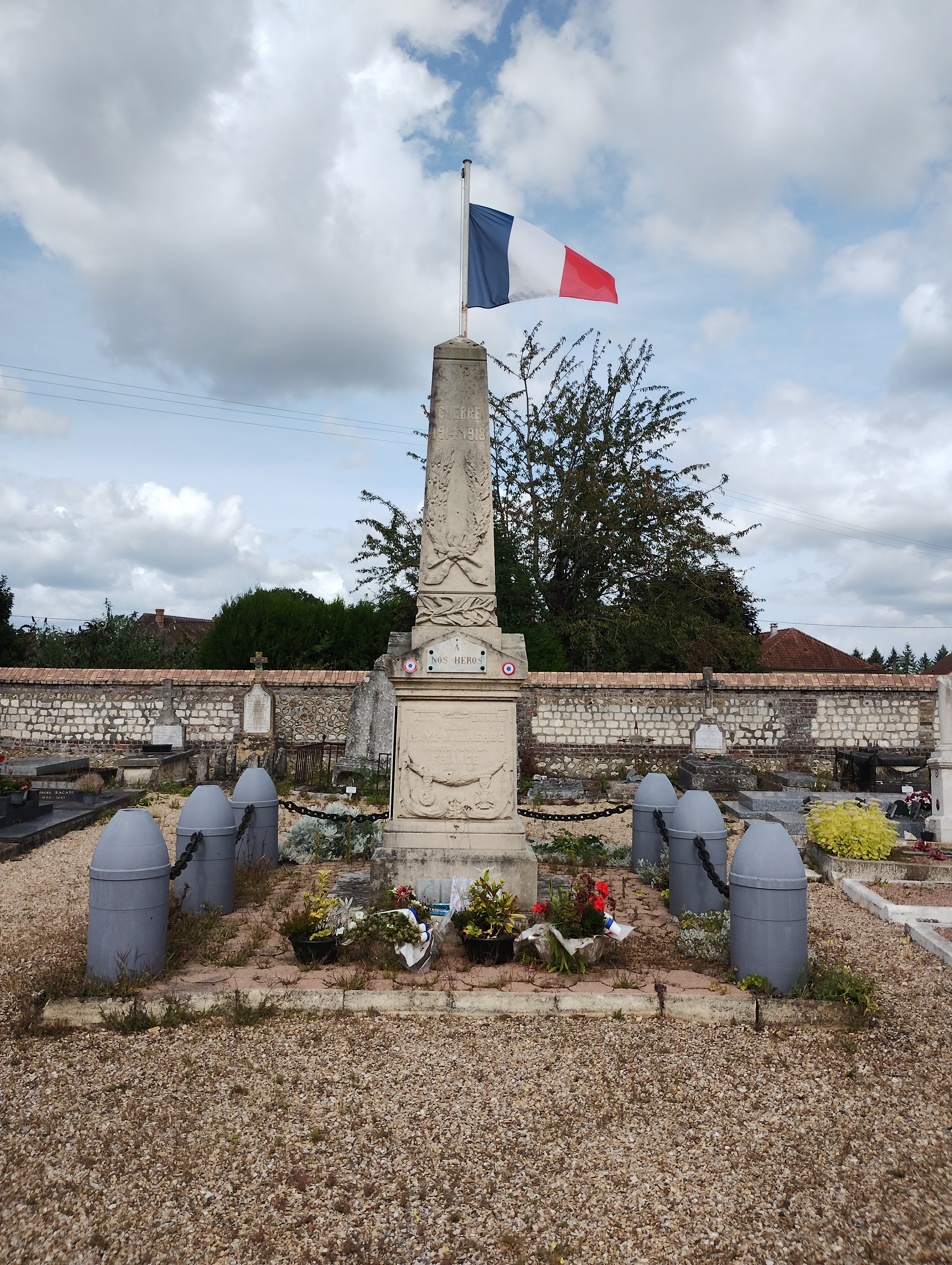
Monument aux morts

L'évolution du nombre d'habitants est connue à travers les recensements de la population effectués dans la commune depuis 1793. Pour les communes de moins de 10 000 habitants, une enquête de recensement portant sur toute la population est réalisée tous les cinq ans, les populations de référence des années intermédiaires étant quant à elles estimées par interpolation ou extrapolation. Pour la commune, le premier recensement exhaustif entrant dans le cadre du nouveau dispositif a été réalisé en 2004.

En 2022, la commune comptait 1 374 habitants, en évolution de −5,04 % par rapport à 2016 (Eure : −0,25 %, France hors Mayotte : +2,11 %).
| 1793  | 1800  | 1806  | 1821 | 1831  | 1836  | 1841  | 1846  | 1851  |
| ----- | ----- | ----- | ---- | ----- | ----- | ----- | ----- | ----- |
| 1 053 | 1 044 | 1 018 | 959  | 1 031 | 1 102 | 1 162 | 1 189 | 1 174 |

| 1856  | 1861  | 1866  | 1872  | 1876  | 1881  | 1886  | 1891  | 1896 |
| ----- | ----- | ----- | ----- | ----- | ----- | ----- | ----- | ---- |
| 1 173 | 1 232 | 1 291 | 1 291 | 1 350 | 1 300 | 1 205 | 1 041 | 900  |

| 1901 | 1906 | 1911 | 1921 | 1926 | 1931 | 1936 | 1946 | 1954 |
| ---- | ---- | ---- | ---- | ---- | ---- | ---- | ---- | ---- |
| 850  | 929  | 879  | 863  | 909  | 833  | 801  | 886  | 928  |

| 1962  | 1968  | 1975  | 1982  | 1990  | 1999  | 2004  | 2006  | 2009  |
| ----- | ----- | ----- | ----- | ----- | ----- | ----- | ----- | ----- |
| 1 049 | 1 046 | 1 087 | 1 218 | 1 395 | 1 450 | 1 506 | 1 473 | 1 481 |

| 2014  | 2019  | 2022  | - | - | - | - | - | - |
| ----- | ----- | ----- | - | - | - | - | - | - |
| 1 459 | 1 392 | 1 374 | - | - | - | - | - | - |

## Culture locale et patrimoine

### Lieux et monuments

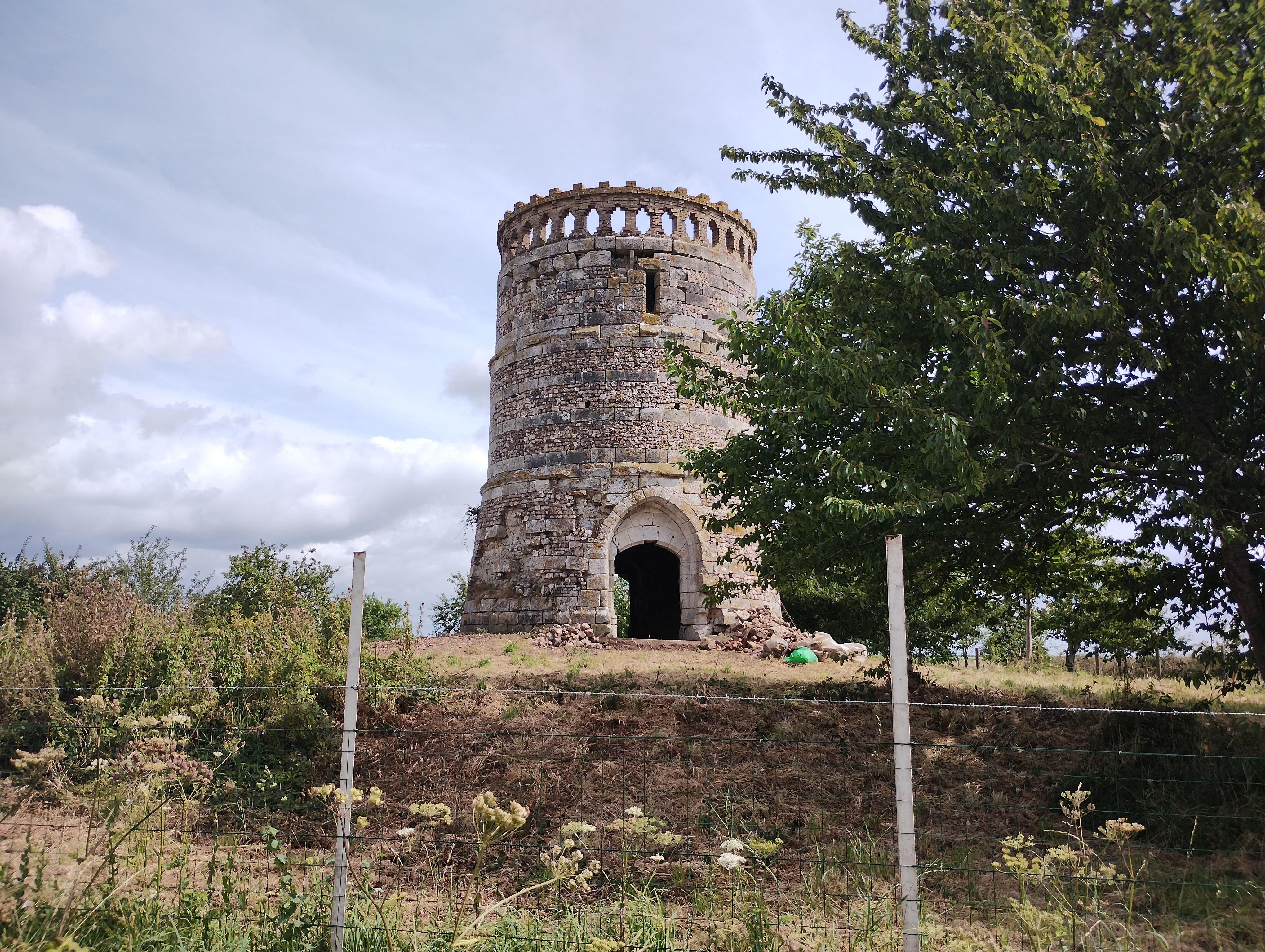
Moulin de La Haye Malherbe

La Haye-Malherbe compte plusieurs édifices inscrits à l'inventaire général du patrimoine culturel :
- l'église Saint-Nicolas (XIIe, XVIe XVIIIe et XIXe)[32]. Rien ne subsiste de l'église mentionnée en 1194. L'édifice actuel, situé sur la place de la Mairie, a été construit au XVIe siècle. En 1719, il a été touché par un incendie. La tour clocher a été reconstruite en 1857 par l'architecte E. Roussel. Enfin, l'église a fait l'objet d'un réaménagement dans la seconde moitié du XIXe siècle ;
- un manoir des XVIIe et XIXe siècles au lieu-dit le Carbonnier[33]. Les bâtiments datent du XVIIe siècle. Le logis a été détruit et remplacé au XIXe siècle ;
- un édifice fortifié, manoir des XIIe et XVIIIe siècles au lieu-dit le Défends[34]. L'édifice fortifié date probablement du XIIe siècle. Le manoir a été établi au début du XVIIe siècle. Les bâtiments actuels sont du XVIIIe siècle, mais comportent des vestiges de maçonneries plus anciennes ;
- un manoir, château du XVIIe siècle au lieu-dit Les Hoguettes[35] ;
- le château d'Argeronne (XVIIIe)[36]. Il a probablement été construit pour Louis Berryer vers 1650. Aujourd'hui propriété privée, ce lieu accueille réceptions et événements privés ;
- un moulin probablement du XVe siècle au lieu-dit Beauregard[37]. La première mention du moulin date de 1246. Il n'en reste rien aujourd'hui. Le moulin actuel, dont il ne subsiste que des vestiges, date peut-être du XVe siècle ;
- le monument aux morts (XXe)[38]. Il s'agit d'un monument commémoratif de la Première Guerre mondiale ;
- trois maisons : l'une du XVIIIe siècle[39] et deux du XIXe siècle[40],[41] ;
- la mairie, école (XIXe)[42].

### Personnalités liées à la commune
- Gaston Mauger (1878-1954), acteur, y est né.
- Renée Lydie Charlotte Marguerite Loppin de Montmort (1881-1960), féministe, y a vécu.
- Marcel Lainé (1921-1997), médecin, y a vécu et y est mort. Le centre médical de la commune porte son nom.
- Enzo Parissot (2008-2023), apprenti maçon, assassiné à l'âge de quinze ans ; le stade municipal est nommé en sa mémoire[43].